# オービス (企業)
株式会社オービス（ORVIS CORPORATION,）は、広島県福山市に本社を置き、梱包用材等の製造・販売、プレハブハウスの製造・販売、仮設建物等のリースなどを手掛けている企業。東京証券取引所スタンダード市場上場。

## 概要
1950年に広島県世羅町にて個人で山林作業の請負を開始したのが始まり。1959年に有限会社中浜材木店として法人へ改組。主に梱包用木材の製造・販売やプレハブ建築の設計・施工、ユニットハウスの製造・販売・リースなどを手掛けており、梱包用木材は国内シェアの13%を占める。また、山口県周南市にてゴルフ場である「中須ゴルフ倶楽部」を直営で運営している。

## 沿革
- 1959年11月 - 有限会社中浜材木店として設立。
- 1962年5月 - 広島県世羅町に製材工場を建設し、コンクリート用型パネルの生産開始。
- 1968年3月 - ニュージーランド松製材工場を建設し、建築用構造材製材とプレハブ部材の製造を開始。
- 1971年6月 - 広島県福山市に製材工場を移転し、プレハブハウスの完成品を販売開始。
- 1974年9月 - 中浜木材株式会社として株式会社に改組。
- 1978年
  - 1月 - 本社を広島県福山市に移転。
  - 3月 - 子会社として、広島市に中浜住宅株式会社（後の中浜ハウス株式会社）を設立。
- 1981年5月 - 子会社として、日本梱包株式会社（後の株式会社パル）を設立。
- 1990年9月 - 中浜木材と中浜ハウスが合併し、商号を株式会社オービス・ナカハマに変更。
- 1992年4月 - 商号を株式会社オービスに変更。
- 2002年11月 - 株式会社パルが中須ゴルフ倶楽部の営業譲渡を受ける。
- 2006年9月 - JASDAQ上場。
- 2010年2月 - 太陽光発電システムの施工・販売を開始。
- 2016年5月 - 株式会社パルを吸収合併。
- 2024年3月 - 寿鉄工株式会社を子会社化[3][4]。

## 事業所
- 本社・福山工場・福山営業所（木材事業）・ハウスエコ管理課・エコ営業所 - 広島県福山市松永町六丁目10番1号
- 福山営業所（ハウス・エコ事業） - 広島県福山市引野町1-18-12
- 東京営業所（木材事業） - 東京都八王子市新町1-7 パールツリー新町201号室
- 東京営業所（ハウス・エコ事業） - 東京都千代田区神田須田町1-17 TFT淡路町ビル3F
- 千葉営業所 - 千葉県千葉市中央区中央3-8-7　中央スカイビル2F
- 東海営業所（木材事業）・名古屋営業所（ハウス・エコ事業） - 愛知県名古屋市北区平安2-1-14 カトレヤビル3F
- 大阪営業所 - 大阪府大阪市東淀川区東中島1-21-15　エクセレンス新大阪2F
- 姫路営業所 - 兵庫県姫路市北条梅原町119 北条梅原350ビル
- 岡山営業所 - 岡山県岡山市東区沼1295
- 広島営業所 - 広島県広島市西区中広町3-27-15
- 豊栄営業所・広島工場・西部リースセンター - 広島県東広島市豊栄町安宿2723-1
- 徳山営業所 - 山口県周南市沖見町2-10
- 中須ゴルフ倶楽部 - 山口県周南市中須南798番地

## 関連会社
- 寿鉄工株式会社